# Lien entre Terre-Neuve et le Labrador
Un lien entre Terre-Neuve et le Labrador permettrait de relier l'île de Terre-Neuve au continent. Le projet pourrait prendre la forme d'un tunnel (ferroviaire ou routier), d'un pont et/ou d'une chaussée. Il permettrait à la fois d'unir la province de Terre-Neuve-et-Labrador et d'augmenter l'accessibilité de l'île, actuellement dépendante du transport maritime et transport aérien.

## Géographie

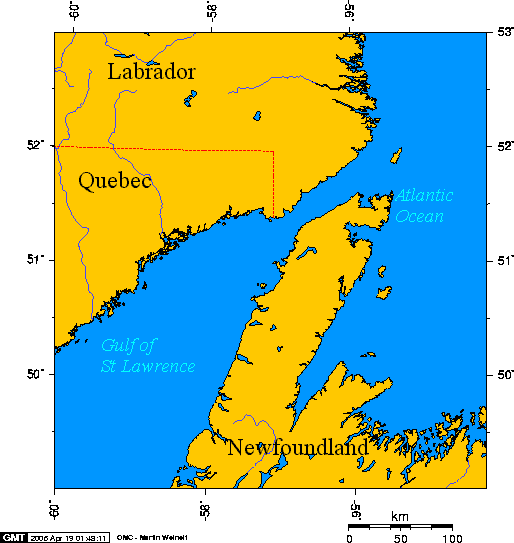
Détroit de Belle Isle

La largeur minimale du détroit de Belle Isle est de 17,4 km. Cet axe est desservi par un service de traversier entre Sainte-Barbe et Blanc-Sablon, au Québec. Malgré cette courte distance, la voie maritime le plus achalandée présentement se trouve plutôt du côté sud de l'île, entre Port-aux-Basques et North Sydney, en Nouvelle-Écosse (une distance d'environ 135 km). Marine Atlantique, une société de la Couronne, opère cette liaison.
Du côté de Terre-Neuve, la route 430 longe le littoral ouest de la Grande Péninsule du Nord et permet de rejoindre la capitale Saint-Jean de Terre-Neuve. Du côté du continent, la route 510 permet de rejoindre Happy Valley-Goose Bay, plus grande ville du Labrador, ainsi que le Québec par la suite via la route 500. Un projet aussi colossal qu'un lien entre Terre-Neuve et le Labrador engendrait probablement l'achèvement de la route 138, permettant d'accéder encore plus rapidement au Québec puis au cœur économique du pays. On ne retrouve aucune ligne ferroviaire à proximité d'un côté ou de l'autre.

## Historique
L'idée d'un tunnel reliant Terre-Neuve au reste du Canada survient dès l'entrée de la province dans la Confédération canadienne. Le premier ministre terre-neuvien Joey Smallwood en fait la promotion. Le développement hydroélectrique du Labrador, avec l'ouverture de la centrale de Churchill Falls dans les années 1970, motive la construction d'un lien entre le continent et l'île, où réside la majorité de la population de la province.
En 1975, le gouvernement de Frank Moores s'engage dans le projet et débutant des excavations au Labrador et dépense 75 millions de dollars avant l'arrêt des études.
En 2004, une étude de faisabilité commandée par le gouvernement de Danny Williams recommande le choix du tunnel ferroviaire pour relier les deux côtes. Un nouveau rapport en 2018 dévoile que le coût minimal serait de près de 2 milliards. La participation financière du gouvernement fédéral canadien serait indispensable. Les travaux pourraient durer une quinzaine d'années.